# Amstel 0.0
Amstel 0.0 is een Nederlands alcoholvrij pils van het merk Amstel.
Het bier wordt gebrouwen sinds 2012 in Zoeterwoude door Heineken. Amstel 0.0 vervangt het alcoholarme Amstel Malt (0,1% alcohol).